# Équipe de Norvège de football à la Coupe du monde 1998
 (juillet 2018).
Si vous disposez d'ouvrages ou d'articles de référence ou si vous connaissez des sites web de qualité traitant du thème abordé ici, merci de compléter l'article en donnant les références utiles à sa vérifiabilité et en les liant à la section « Notes et références ».
Cet article relate le parcours de l’équipe de Norvège de football lors de la Coupe du monde de football de 1998 organisée en France du 10 juin au 12 juillet 1998. C'est la troisième participation du pays dans la compétition.

## Compétition

### Premier tour
|   | Équipe  | Pts | J | G | N | P | Bp | Bc | Diff |
| 1 | Brésil  | 6   | 3 | 2 | 0 | 1 | 6  | 3  | +3   |
| 2 | Norvège | 5   | 3 | 1 | 2 | 0 | 5  | 4  | +1   |
| 3 | Maroc   | 4   | 3 | 1 | 1 | 1 | 5  | 5  | 0    |
| 4 | Écosse  | 1   | 3 | 0 | 1 | 2 | 2  | 6  | -4   |

| 1  | 10 juin 1998 | Brésil | 2 - 1 | Écosse  |
| 2  | 10 juin 1998 | Maroc  | 2 - 2 | Norvège |
| 17 | 16 juin 1998 | Écosse | 1 - 1 | Norvège |
| 18 | 16 juin 1998 | Brésil | 3 - 0 | Maroc   |
| 35 | 23 juin 1998 | Écosse | 0 - 3 | Maroc   |
| 36 | 23 juin 1998 | Brésil | 1 - 2 | Norvège |

#### Maroc - Norvège
| 10 juin 1998                       | Maroc                 | 2 - 2   | Norvège                        | Stade de la Mosson, Montpellier                   |                                                   |
| 21 h 0 · Historique des rencontres | Hadji 37e · Hadda 60e | (1 - 1) | 45+1e (csc) Chippo · 61e Eggen | Spectateurs : 29 800 Arbitrage : Pirom Un-Prasert | Spectateurs : 29 800 Arbitrage : Pirom Un-Prasert |
| 21 h 0 · Historique des rencontres | Rapport               |         |                                | Spectateurs : 29 800 Arbitrage : Pirom Un-Prasert | Spectateurs : 29 800 Arbitrage : Pirom Un-Prasert |

#### Écosse - Norvège
| 16 juin 1998                        | Écosse     | 1 - 1   | Norvège    | Stade de Bordeaux, Bordeaux                    |                                                |
| 17 h 30 · Historique des rencontres | Burley 66e | (0 - 0) | 46e H. Flo | Spectateurs : 31 800 Arbitrage : László Vágner | Spectateurs : 31 800 Arbitrage : László Vágner |
| 17 h 30 · Historique des rencontres | Rapport    |         |            | Spectateurs : 31 800 Arbitrage : László Vágner | Spectateurs : 31 800 Arbitrage : László Vágner |

#### Brésil - Norvège
| 23 juin 1998                       | Brésil     | 1 - 2   | Norvège                           | Stade Vélodrome, Marseille                           |                                                      |
| 21 h 0 · Historique des rencontres | Bebeto 78e | (0 - 0) | 83e T. A. Flo · 89e (pen.) Rekdal | Spectateurs : 55 000 Arbitrage : Esfandiar Baharmast | Spectateurs : 55 000 Arbitrage : Esfandiar Baharmast |
| 21 h 0 · Historique des rencontres | Rapport    |         |                                   | Spectateurs : 55 000 Arbitrage : Esfandiar Baharmast | Spectateurs : 55 000 Arbitrage : Esfandiar Baharmast |

### Huitième de finale

#### Italie - Norvège
| 27 juin 1998                        | Italie    | 1 - 0   | Norvège | Stade Vélodrome, Marseille                       |                                                  |
| 16 h 30 · Historique des rencontres | Vieri 18e | (1 - 0) |         | Spectateurs : 55 000 Arbitrage : Bernd Heynemann | Spectateurs : 55 000 Arbitrage : Bernd Heynemann |
| 16 h 30 · Historique des rencontres | Rapport   |         |         | Spectateurs : 55 000 Arbitrage : Bernd Heynemann | Spectateurs : 55 000 Arbitrage : Bernd Heynemann |